# Antsiranana I
Antsiranana I is een district van Madagaskar in de regio Diana. Het district telt 108.980 inwoners (2011). Het grondgebied komt overeen met de stad Antsiranana heeft een oppervlakte van 222 km².

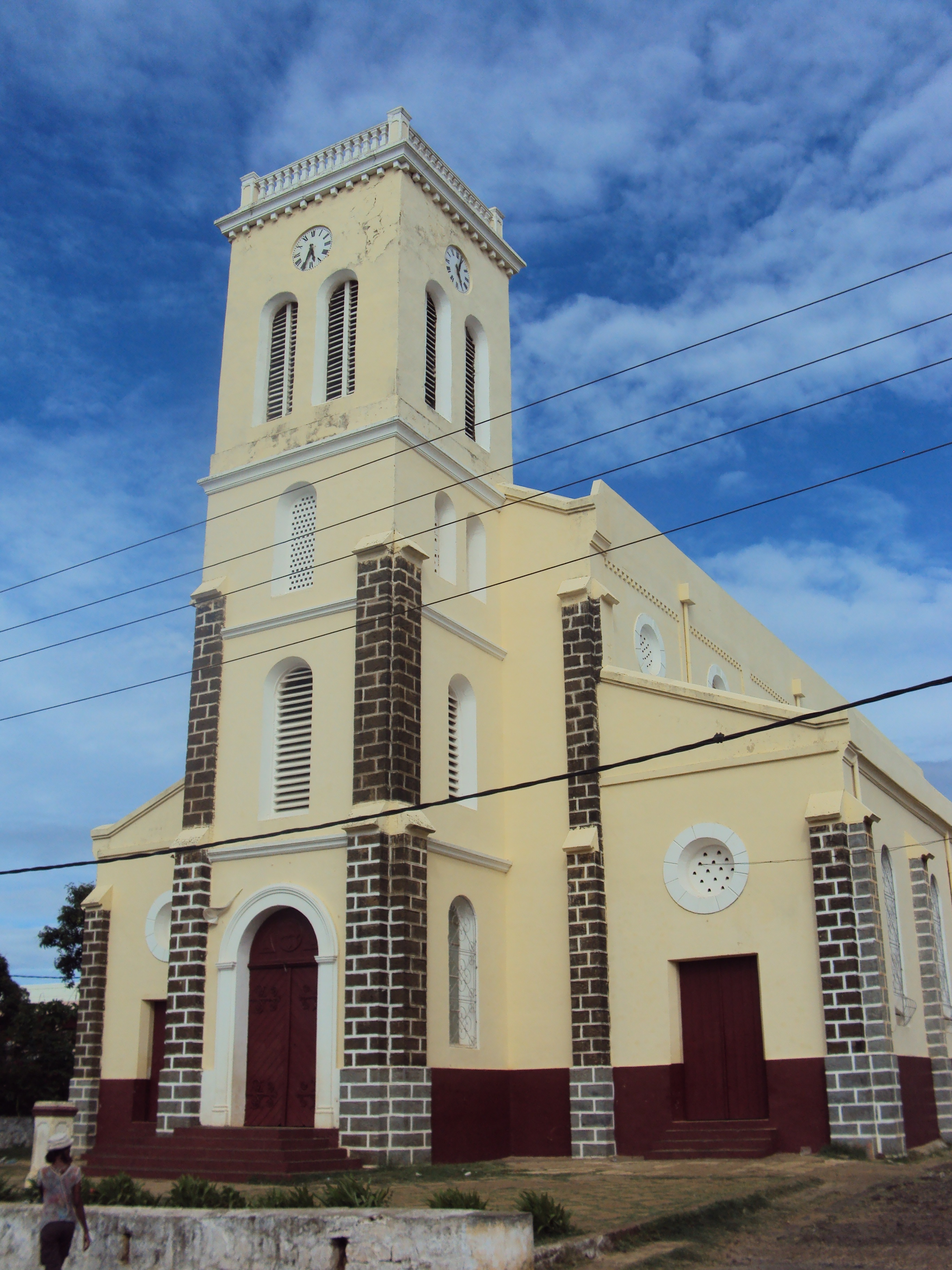
Kathedraal van Antsiranana.